# Sent Cesari de Grasinhan
Sent Cesari de Grasinhan (en francès Saint-Césaire-de-Gauzignan) és un municipi francès situat al departament del Gard i a la regió d'Occitània.